# Alex de Renzy
Alexander de Renzy (New York, 13 agosto 1935 – Los Angeles, 8 giugno 2001) è stato un regista statunitense.

## Biografia
Nato a Brooklyn, Alex de Renzy svolse servizio militare nell'Aeronautica degli Stati Uniti, come istruttore di sopravvivenza. Ritornato negli Stati Uniti, iniziò a produrre documentari a San Francisco. Nell'ottobre 1969, de Renzy partì in Danimarca per partecipare a Sex 69, la prima mostra sul commercio pornografico tenutasi a Copenaghen dopo la legalizzazione della pornografia in quel paese. Questo lo portò alla realizzazione del suo primo film: Pornografia in Danimarca, che fu realizzato l'anno seguente.
Alex de Renzy non solo girò delle scene di sesso bollente, ma cercò di raccontare una storia. Oltre ad occuparsi della regia fu anche montatore in Sexual Encounter Group (1970), direttore della fotografia in sette film e scrisse cinque sceneggiature. Nella produzione di Lady Freaks (1973) lanciò la leggendaria pornostar Annette Haven. Tra i suoi film vi sono due classici della pornografia degli anni settanta: Babyface (1977) e Desiree la grande insaziabile (Pretty Peaches, 1978). Una scoperta di de Renzy fu proprio Desiree Cousteau. Vinse il premio della Adult Film Association of America come miglior attrice nel 1978 per la sua interpretazione in Desiree la grande insaziabile, ciò la fece divenire una pornostar di livello internazionale. La trama di Pretty Peaches è ispirata al classico della letteratura di Voltaire, Candido, che narra di una giovane e sprovveduta donna sottoposta ad una serie di disagi che costituiscono la satira. Il film di de Renzy racconta la storia in uno stile camp. Pretty Peaches contiene una famosissima scena con il clistere (che al tempo fu censurata nella versione in VHS, fino alla realizzazione del restauro in DVD da parte della Alpha Blue), nel quale un potente getto proveniente dai glutei della Cousteau manda a terra il medico che gliel'aveva somministrato, al quale Peaches lamenta: "Io non credo possa curare nulla!".
Nel 1977 De Renzy vinse il premio della Adult Film Association of America come miglior regista per Babyface, e fu inserito nella AVN Hall of Fame e nella XRCO Hall of Fame.

## Filmografia
- Pornografia in Danimarca (Pornography in Denmark: A New Approach) (1969)
- History of the Blue Movie (1970)
- Sexual Encounters (1970)
- Animal Lover (1971)
- Powder Burns (1971)
- Little Sisters (1972)
- Lady Freaks (1973)
- Fantasy Girls (1974)
- Sweet Agony (1974)
- Pleasure Masters (1975)
- Femmes de Sade (1976)
- Baby Face (1977)
- Long Jeanne Silver (1977)
- Desiree la grande insaziabile (Pretty Peaches) (1978)
- Summer Heat (1979)
- Cheryl Hansson: Cover Girl (1981)
- Best of Alex DeRenzy (1983)
- Girlfriends (1983)
- Hitchhiker (1983)
- Hot Pink: Best Of Alex DeRenzy 2 (1983)
- Dirty Girls (1984)
- Passions (1984)
- Ball Busters (1985)
- Sinderotica (1985)
- Baby Face 2 (1986)
- Doctor Penetration (1986)
- Moving In (1986)
- Wild Things (1986)
- Wild Things 2 (1986)
- Let's Get It On (1987)
- Pretty Peaches 2 (1987)
- Angel Puss (1988)
- Ghostess with the Mostess (1988)
- Nicole Stanton Story 1 (1988)
- Nicole Stanton Story 2 (1988)
- Prom Girls (1988)
- Big Thrill (1989)
- Bring on the Virgins (1989)
- Pretty Peaches 3 (1989)
- Le superscatenate (The Whore) (1989)
- DeRenzy Tapes (1990)
- Juicy Lucy (1990)
- Long Hard Ride (1990)
- Party Doll (1990)
- Deep Blonde (1991)
- Easy Way (1991)
- Malibu Spice (1991)
- Rapture (1991)
- Steamy Windows (1991)
- Taboo 9 (1991)
- Grand Prix Fever (1992)
- Two Women (1992)
- Slave to Love (1993)
- Dare Me (1995)
- Virgin Dreams (1996)